# Wilhelm Müller (músic)
Wilhelm Müller   (Brunsvic, 1 de juny de 1834 - Nova York, 1897) fou un violoncel·lista alemany i professor de música.
Fill del violinista Carl Friedrich Müller, fou un dels quatre germans que van formar la segona generació del famós "Müller Brothers Quartet", que van actuar junts entre 1855 i 1873. També és conegut com a violoncel·lista del no menys famós "Joseph Joachim Quartet", en el qual va tocar el 1869-1879. El 1873-1876 va ensenyar a l'Escola Superior de Música de Berlín, on entre els seus estudiants hi havia, en particular, Robert Hausmann (immediatament després de la marxa de Müller, el va substituir en el seu lloc de professor, i tres anys més tard - al "Joachim Quartet)", Leo Schulz, Eugen Sandow.
Des de 1879, va viure i treballar a Nova York, on la seva primera actuació va provocar una crítica entusiasta del New York Times.